# موریس نورمن
 موریس نورمن  (به انگلیسی: Maurice Norman) زادهٔ ۸ مه ۱۹۳۴ بازیکن فوتبال اهل انگلستان بود که سابقهٔ بازی در تیم ملی فوتبال انگلستان را در کارنامهٔ خود دارد. وی در تاریخ ۲۰ مه ۱۹۶۲ نخستین بازی ملی خود را در مقابل تیم ملی فوتبال پرو انجام داد و با حضور در ۲۳ بازی ملی، در تاریخ ۹ دسامبر ۱۹۶۴ واپسین بازی ملی‌اش را در برابر تیم ملی فوتبال هلند برگزار کرد.